# Gareth Southgate
Gareth Southgate, född 3 september 1970 i Watford i England, är en engelsk fotbollstränare och före detta fotbollsspelare, som senast var förbundskapten för Englands herrlandslag.

## Spelarkarriär
Gareth Southgates största meriter som spelare är två segrar i ligacupen (med Aston Villa 1996 och med Middlesbrough 2004) samt en final i FA-cupen och en i Uefacupen. Utöver detta gjorde han 57 matcher och 2 mål för Englands landslag, deltog i två VM-slutspel (1998 och 2002) och två EM-slutspel (1996 och 2000). Southgate avslutade spelarkarriären i maj 2006.
Vid EM-slutspelet på hemmaplan 1996 blev Southgate den stora syndabocken när han missade sin straff i semifinalen mot Tyskland.

## Tränarkarriär
Samtidigt som Southgate avslutade spelarkarriären i maj 2006 blev han utnämnd till tränare för Middlesbrough, där han hade spelat de fem senaste åren. Han var tränare för klubben mellan 2006 och 2009.
Mellan 2016 och 2024 var han förbundskapten för England. Han tog laget till en fjärdeplats i VM 2018, EM-finaler 2020 och 2024 samt kvartsfinal i VM 2022.

## Källhänvisningar
1. ↑  ”Middlesbrough FC: The history-making 2004 League Cup heroes remembered” (på brittisk engelska). BBC Sport. 20 februari 2024. https://www.bbc.com/sport/football/68338380. Läst 16 juli 2024.
2. ↑  ”From player to boss: Southgate's journey to become one of England's best ever managers” (på engelska). ITV. 16 juli 2024. https://www.itv.com/news/2024-07-12/who-did-gareth-southgate-play-for-and-who-has-he-managed. Läst 16 juli 2024.
3. ↑  ”The life and career of Gareth Southgate as he bids to end 55 years of hurt with an England victory tonight” (på engelska). Sky News. 11 juli 2021. https://news.sky.com/story/gareth-southgate-from-euro-96-penalty-despair-to-leading-england-to-verge-of-history-12349196. Läst 16 juli 2024.
4. ↑  ”Gareth Southgate: The England manager - by those who know him best” (på brittisk engelska). BBC Sport. 8 juli 2021. https://www.bbc.com/sport/football/57724429. Läst 16 juli 2024.
5. 1 2  ”How Gareth Southgate's early struggles are shaping future managers” (på brittisk engelska). BBC Sport. 28 september 2023. https://www.bbc.com/sport/football/66943617. Läst 16 juli 2024.
6. ↑  ”Gareth Southgate: England boss seeks redemption for Euro 96 penalty miss” (på brittisk engelska). BBC Sport. 30 november 2016. https://www.bbc.com/sport/football/38165388. Läst 16 juli 2024.
7. ↑  ”Fotboll: Gareth Southgate avgår som Englands förbundskapten”. SVT Sport. 16 juli 2024. https://www.svt.se/sport/fotboll/gareth-southgate-avgar-som-englands-forbundskapten. Läst 16 juli 2024.